# Hartmut Müller-Kinet
 Hartmut Müller-Kinet (* 13. Dezember 1938 in Frankfurt am Main; † 25. Mai 2003) war ein deutscher Historiker und Staatssekretär.

## Biografie
Hartmut Müller-Kinet studierte Geschichte, Germanistik und Politische Wissenschaften in Frankfurt am Main, Heidelberg und Wien. Seit 1959 gehörte er der Akademischen Gilde Greif zu Wien an. Er wurde 1975 mit einer Arbeit über „Die höchste Gerichtsbarkeit im deutschen Staatenbund (1806 bis 1866)“ promoviert. Es folgte eine Tätigkeit als wissenschaftlicher Mitarbeiter der hessischen CDU-Landtagsfraktion. Müller-Kinet übernahm 1987 die Leitung des Ministerbüros im Hessischen Kultusministerium, später der Grundsatzabteilung. Er wurde 1999 hessischer Kultusstaatssekretär und hatte dieses Amt bis zu seinem Tode inne.
Müller-Kinet gehörte der CDU an.